# Mark Dworecki
Mark Izraiłewicz Dworecki, ros. Марк Израилевич Дворецкий (ur. 9 grudnia 1947 w Moskwie, zm. 26 września 2016) – rosyjski szachista, trener i autor książek o tematyce szachowej, mistrz międzynarodowy od 1975 roku.

## Kariera szachowa i trenerska
W latach 1967–1975 trzykrotnie uczestniczył w finałach indywidualnych mistrzostw Związku Radzieckiego, najlepszy wynik uzyskując w 1974 r. w Leningradzie, gdzie zajął VI miejsce. W 1973 r. zdobył tytuł mistrza Moskwy oraz odniósł pierwszy międzynarodowy sukces, dzieląc I miejsce (wspólnie z Włodzimierzem Schmidtem) w memoriale Akiby Rubinsteina w Polanicy-Zdroju. W 1975 r. zwyciężył w turnieju B festiwalu Hoogovens w Wijk aan Zee.
Najwyższy ranking w karierze osiągnął 1 stycznia 1976 r., z wynikiem 2540 punktów dzielił wówczas 37-45. miejsce na światowej liście FIDE, natomiast według systemu Chessmetrics, najwyższą punktację osiągnął w lutym 1975 r., zajmując 20. miejsce na świecie z wynikiem 2690 punktów.
Mark Dworecki nie wystąpił w wielu międzynarodowych turniejach, poświęcając się pracy trenerskiej. Wielu spośród jego uczniów osiągnęło poziom arcymistrzowski, do ich grona należeli m.in. pretendent do tytułu mistrza świata Aleksiej Driejew oraz trzech mistrzów świata juniorów do lat 20: Walerij Czechow, Artur Jusupow i Siergiej Dołmatow. W latach 1990–1992 wspólnie z Arturem Jusupowem prowadził "Szkołę przyszłych mistrzów", w której nauki pobierali m.in. Aleksiej Aleksandrow, Piotr Swidler, Wadim Zwiagincew czy Siergiej Mowsesian. Jest współautorem książek, które w sposób dogłębny analizują zagadnienia treningu, gry pozycyjnej, techniki i przygotowania debiutowego.

## Wybrane publikacje
- Развитие творческого мышления шахматиста, Charków 1997 (Rozwój twórczego myślenia, 2003)
- Позиционная игра, Charków 1997 (Gra pozycyjna, 2002)
- Методы шахматного обучения, Charków 1997 (Metody treningu szachowego, 2005, ISBN 83-7243-465-4)
- Техника в шахматной игре, Charków 1998 (Technika gry szachowej, 2000)
- Секреты дебютной подготовки, Charków 1998 (Sekrety przygotowania debiutowego, 2006, ISBN 83-7243-502-2)
- Учебник эндшпиля Марка Дворецкого, Charków 2006

Pozycje z lat 1997-1998: wspólnie z Arturem Jusupowem.